# Campus 02 Fachhochschule der Wirtschaft
Die Campus 02 Fachhochschule der Wirtschaft (FH Campus 02) ist eine Fachhochschule mit Sitz in Graz, Österreich.

## Geschichte
Die Gründung erfolgte im Jahr 1996 als Fachhochschule der Wirtschaft in der Körblergasse in Graz. 2000 wurde als erste Ausbaustufe der Neubau eines Fachhochschul-Trakts in der Körblergasse eröffnet. 2006 wurden der Neubau auf dem Zusertalgelände gegenüber dem Gebäude der Grazer Wirtschaftskammer abgeschlossen. Damit ist die Revitalisierung der historischen Villa Ferry verbunden. 2006 wurde der FH Campus 02 vom Fachhochschulrat die Bezeichnung „Fachhochschule“ zuerkannt. Rektorin ist seit September 2016 Kristina Edlinger-Ploder, als Nachfolgerin von Franz Schrank.

## Studienrichtungen
Die Fachhochschule bietet folgende acht Bachelor- und sechs Masterstudiengänge an:

### Bachelorstudiengänge
- Automatisierungstechnik (6 Semester/180 ECTS), Abschluss: Bachelor of Science in Engineering
- Smart Automation (6 Semester/180 ECTS), Abschluss: Bachelor of Science in Engineering
- Innovationsmanagement (6 Semester/180 ECTS), Abschluss: Bachelor of Science in Engineering
- Wirtschaftsinformatik (6 Semester/180 ECTS), Abschluss: Bachelor of Science in Engineering
- Business Software Development (6 Semester/180 ECTS), Abschluss: Bachelor of Science in Engineering
- Business Data Science (6 Semester/180 ECTS), Abschluss: Bachelor of Science in Engineering
- Rechnungswesen & Controlling (6 Semester/180 ECTS), Abschluss: Bachelor of Arts in Business
- Marketing & Sales (6 Semester/180 ECTS), Abschluss: Bachelor of Arts in Business

### Masterstudiengänge
- Automatisierungstechnik-Wirtschaft (3 Semester/90 ECTS), Abschluss:  Dipl.-Ing.
- Innovationsmanagement (3 Semester/90 ECTS), Abschluss: Master of Arts in Business
- Informationstechnologien & Wirtschaftsinformatik (3 Semester/90 ECTS), Abschluss: Dipl.-Ing.
- Rechnungswesen & Controlling (4 Semester/120 ECTS), Abschluss: Master of Arts in Business
- International Marketing (4 Semester/120 ECTS), Abschluss: Master of Arts in Business
- Sales Management (4 Semester/120 ECTS), Abschluss: Master of Arts in Business